# Tribhuvan internationella flygplats
Tribhuvan internationella flygplats är Nepals huvudstad Kathmandus internationella flygplats, namngiven efter Tribhuvan Bir Bikram Shah Dev, Nepals åttonde kung. Under 2023 brukades flygplatsen av 8 691 443 passagerare.